# Fantastyka

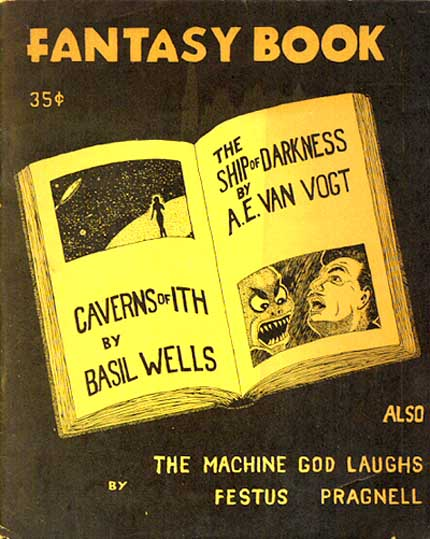
Okładka czasopisma Fantasy Book z 1948 roku

Fantastyka – gatunek literacki, a także filmowy, komiksowy, gier a niekiedy i malarstwa. Polega ona na kreowaniu świata przedstawionego, który w całości, lub w części różni się od rzeczywistości, np. przez dodanie elementów nadnaturalnych, lub stworzonej przez autora technologii. Można ją też uznać za właściwość elementu fikcji literackiej, lub innej, sprawiająca, że choć czytelnik uznaje go za niezgodny z przyjętymi przez niego kryteriami empirycznej rzeczywistości i wedle jego najlepszej wiedzy nieposiadający odpowiednika w świecie pozaliterackim oraz nieobecny w tekstach, które uznaje za realistyczne, godzi się w ramach literackiej gry uznać go za prawdopodobny (choć niewiarygodny) w obrębie konstruowanej fikcji i decyduje, że nie narusza on spójności narracji.
Fantastykę cechuje duża swoboda w zakresie konstrukcji świata przedstawionego i postaci bohaterów, z zastrzeżeniem, że jej odbiorca powinien uznać dzieło jako spójną całość, działającą w ramach stworzonego przez autora świata. Wiele utworów z tej kategorii zostaje umieszczonych w pseudo-rzeczywistości (pewne aspekty są zgodne z faktami, np. historią czy fizyką) lub rzeczywistości wygenerowanej (wtedy reguły takie najczęściej spisane, odnoszą się do wszystkich utworów napisanych w danej serii – przykładem może być książka J.R.R. Tolkiena Władca Pierścieni).
Fantastyka szczególnie ważną rolę pełniła w okresie romantyzmu (E.T.A. Hoffmann i Edgar Allan Poe). W XX w. można zaobserwować szczególny rozwój fantastyki naukowej oraz fantasy.

## Definiowanie
„Fantastykoznawstwo” jako jedna z najmłodszych gałęzi współczesnej teorii literatury nie stworzyło dotychczas ogólnie zaakceptowanej i satysfakcjonującej większość badaczy metodologii badań i terminologii, które pozwoliłyby w sposób jasny i wiarygodny określić istotę i granice fantastycznych światów przedstawionych. Można wyłonić trzy podstawowe sposoby interpretacji terminu „fantastyka”. Najbardziej rozpowszechnione jest uznanie fantastyki za specyficzny typ twórczości, kreujący odmienny od realnego świat przedstawiony (np. Umberto Eco, Andrzej Niewiadowski, Antoni Smuszkiewicz, Tatiana Czernyszowa i inni).
Fantastyka może też być pojmowana jako ponadrodzajowy, ponadgatunkowy i ponadczasowy wyznacznik dzieła literackiego. Większość badaczy genealogii literatury fantastycznej uznaje za najstarszą odmianę fantastyki mit pierwobytny i baśń ludową, podkreślając jedność wszystkich fantastycznych światów przedstawionych niezależnie od rodzaju występujących w nich elementów fantastycznych (np. Stanisław Lem, Ryszard Handke, Kingsley Amis itd.). Niekiedy fantastyka rozumiana jest bardzo wąsko, jako cecha charakterystyczna jednego gatunku literackiego. Tego typu poglądy prezentuje w pracy Od baśni do „science fiction” Roger Callois.

## Podział
Gatunek ten można podzielić na trzy główne nurty:
- fantastykę naukową (ang. science fiction – inspirowana postępem nauki i technologii, najczęściej akcja toczy się w przyszłości),
- fantasy (zwykle inspirowana mitologiami oraz folklorem, występują zjawiska nadprzyrodzone),
- horror (cechą spajającą jest obecność istoty, zdarzenia lub jakiejkolwiek innej formy zagrożenia życia bohatera, innych postaci, lub nawet całej ludzkości, przy czym zagrożenie to, z punktu widzenia rzeczywistości, musi być nierealne).

Wśród tych głównych nurtów można jednak wyróżnić też podgatunki, takie jak High fantasy, Low fantasy, Hard science fiction, Soft science fiction, historia alternatywna, a także nurty przenikające granice między fantastyką naukową i fantasy, jak urban fantasy, Steampunk, Dieselpunk, space opera, czy też realizm magiczny. Gatunkami powstałymi poprzez połączenie horroru i innych nurtów fantastyki są np. gothic fiction, horror lovecraftowski czy weird fiction, gatunku literackiego na pograniczu fantastyki naukowej, fantasy, horroru oraz realizmu magicznego. Stanisław Lem uznawał jednak, że istotą tego nurtu jest przełamanie ustalonego porządku poprzez wtargnięcie elementów, które do tego porządku nie przystają.

## Fantastyka w Polsce

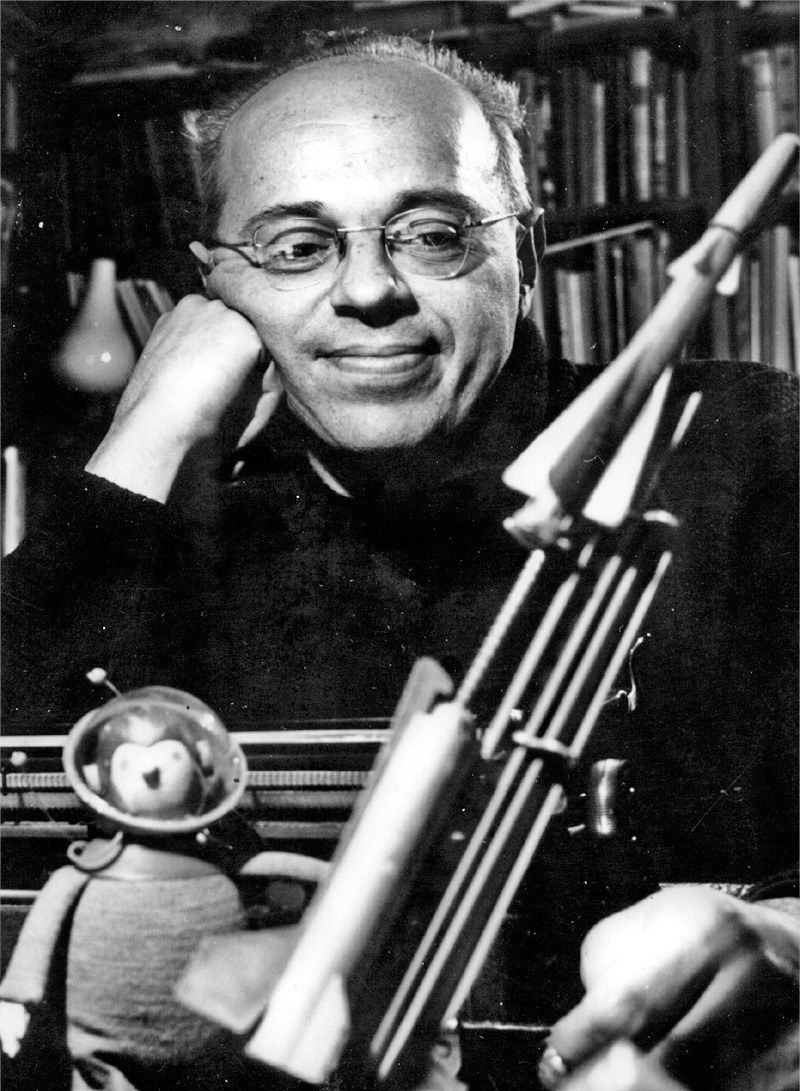
Polski twórca fantastyki, Stanisław Lem

Rozwój fantastyki w Polsce był stosunkowo nierównomierny. Gdy za granicą fantasy cieszyło się już dużą popularnością, w Polsce praktycznie nie istniało aż do lat 80. XX wieku. Polskie utwory science-fiction zostały rozpropagowane między innymi dzięki sukcesowi Stanisława Lema, pisarza literatury science-fiction, w latach 50. XX wieku. Drugim istotnym twórcą okazał się Janusz A. Zajdel, uznawany za ojca polskiej fantastyki socjologicznej.
W 1982 roku powstał miesięcznik Fantastyka, którego celem było propagowanie literatury z tego gatunku. Czasopismo istnieje do dziś, od 1990 roku pod zmienioną nazwą Nowa Fantastyka. To na jego łamach pojawiło się jedno z dwóch pierwszych polskich opowiadań fantasy pod tytułem Mag, autorstwa Jacka Piekary. W 1986 roku na łamach magazynu ukazało się również opowiadanie Wiedźmin Andrzeja Sapkowskiego.

## Odbiorcy
Badania amerykańskiego magazynu „Analog” z XX w. wykazały, że przeciętny czytelnik fantastyki miał wykształcenie ponadpodstawowe, z czego 45% ukończyło gimnazjum, a blisko 15% miało wykształcenie wyższe. Wśród tych osób 17% było inżynierami, 9,5% nauczycielami, a 10% elektronikami. Badanie czytelnictwa fantastyki w Polsce z 2012 wykazało, że większość czytelników stanowili mężczyźni, a najbardziej popularna grupa wiekowa to 20–24 lata.
Wśród czytelników fantastyki na świecie dominują młodzi mężczyźni, jednak prowadzone na przestrzeni lat badania sugerują, że ta tendencja globalnie ulega zmianie. Procentowy udział mężczyzn w czytelnictwie fantastyki w badaniach prowadzonych na przestrzeni lat: 1949 – 93,3%, 1963 – 92%, 2003 – 67%, 2011 – 59%; równocześnie grupa czytelnicza staje się bardziej zróżnicowana pod względem wieku, wiek przeciętnego czytelnika na przestrzeni lat: 1949 – 29 lat, 1963 – 30,8 lat, 2003 – 40 lat, 2011 – 43,5 lat.
Raport dotyczący stanu czytelnictwa z 2023 roku w Polsce wskazuje, że wśród Polaków 12% wszystkich osób czytających to czytelnicy fantastyki. W Polsce wciąż fantastykę czytają głównie młodzi mężczyźni - 19% mężczyzn to czytelnicy fantastyki, spośród kobiet jest to 8%; 17% to osoby w wieku 25-39 lat (aż 26% męskich czytelników w tym wieku).

## Przykłady klasycznych dzieł fantasy i fantastyczno-naukowych
- Frankenstein
- Alicja w Krainie Czarów
- Wojna światów
- opowieści o Conanie z Cymerii
- Hobbit, czyli tam i z powrotem
- Władca Pierścieni
- Diuna
- Ziemiomorze
- 2001: Odyseja kosmiczna
- Gwiezdne wojny (oryginalna trylogia)
- Obcy – ósmy pasażer Nostromo
- Harry Potter